# Nephi (Utah)
Nephi je správní město okresu Juab County ve státě Utah. K roku 2010 zde žilo 5389 obyvatel. S celkovou rozlohou 10,8 km² byla hustota zalidnění 500 obyvatel na km².